# Ruellia potamophila
Ruellia potamophila är en akantusväxtart som beskrevs av Emery Clarence Leonard. Ruellia potamophila ingår i släktet Ruellia och familjen akantusväxter. Inga underarter finns listade i Catalogue of Life.